# Klavdia Plotnikova

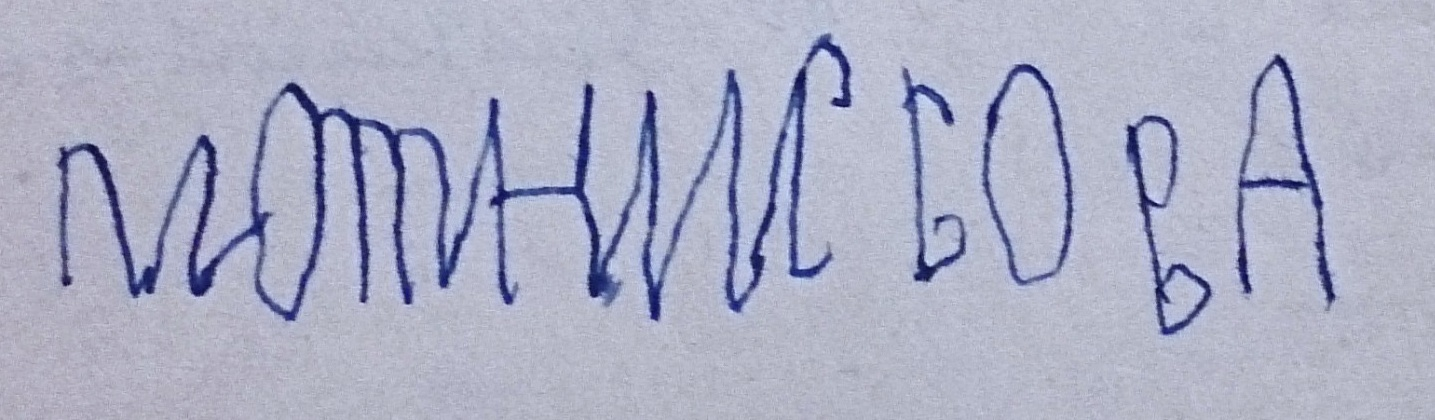
Autograful Klavdiei Plotnikova (1970)

Klavdia Zaharovna Plotnikova-Andjigatova (în rusă Кла́вдия Заха́ровна Пло́тникова-Анджига́това, în kamasă: Klawd'a; n. c. 1893 – d. 20 septembrie 1989) a fost ultima persoană vorbitoare de limba kamasă (și totodată din grupul de limbi sayan-samoedice). Tatăl ei a fost un rus pe nume Zahar Perov, iar mama ei a fost o kamasă pe care o chema Afanasiiva Andjigatova. Plotnikova-Andjigatova și părinții ei sunt pe locul 14 în clasamentul lingvistului finlandez Kai Donner realizat la familiile kamase din Abalakovo.
Plotnikova-Andjigatova nu a avut posibilitatea să vorbească limba kamasă după 1950, din cauză că nu cunoștea pe altcineva s-o poată vorbi. În ciuda acestui fapt, abilitățile ei erau destul de bune, și a fost de mare ajutor filologilor pe întrega perioadă a vieții ei. Ea vorbea fluent limba rusă, pe care a învățat-o în copilărie. Odată cu declinul limbii materne, rusa a rămas singura limbă pe care a vorbit-o. Aceasta i-a influențat abilitățile de limbă kamasă în special pronunția, vocabularul și structura propozițiilor: multe forme morfologice și sintaxa propozițiilor le-a uitat pe parcursul vieții.